# Daniel Jara Martínez
Daniel Jara Martínez (n. Capiata, Paraguay, 22 de noviembre de 1993) es un futbolista paraguayo que juega de Mediapunta o Delantero y su equipo actual es el San Marino.

## Clubes
| Club       | País       | Año           |
| ---------- | ---------- | ------------- |
| Palermo    | Italia     | 2010–2011     |
| Genoa      | Italia     | 2012–2013     |
| Nocerina   | Italia     | 2014          |
| San Marino | San Marino | 2014–Presente |